# Sense títol (Malèvitx)
Sense títol és una pintura a l'oli sobre tela realitzada per Kazimir Malèvitx el 1916. El quadre forma part de l'etapa suprematista del pintor.

## Història
Kazimir Malèvitx va proposar l'estil reductiu i abstracte del suprematisme com a alternativa de formes artístiques anteriors, que considerava inapropiat a la seva pròpia època. Va observar com les proporcions de les formes en l'art del passar corresponien amb les dels objectes de la natura, que es determinen segons les seves funcions. En oposició a això, va proposar un art auto-referencial en què la proporció, l'escala, el color i la disposició obeïen lleis intrínseques i no utilitàries. Malèvitx considerava que les seves formes no objectives eren reproduccions de sensacions purament afectives que no guardaven cap relació amb fenòmens externs. Va rebutjar convencions com la gravetat, la clara orientació, la línia horitzontal o els sistemes de perspectiva.
Les unitats de Malèvitx estan desenvolupades a partir de la línia recta i la seva extensió bidimensional, el pla, i estan constituïts per àrees que es contrasten amb colors no modelats, distingits per diversos efectes de textura. L'orientació diagonal de formes geomètriques crea ritmes a la superfície de la tela. La superposició d'elements i les seves relacions d'escales diferents sobre un fons blanc proporcionen un sentit d'espai indefinidament extensiu. Tot i que l'organització de formes pictòriques no es correspon amb la dels subjectes tradicionals, hi ha diversos principis que regulen el quadre internament. En aquesta obra l'atracció i la repulsió magnètica semblen dictar el moviment lent de rotació de les parts.